# Torka aldrig tårar utan handskar
Torka aldrig tårar utan handskar (tiếng Anh: Don't Ever Wipe Tears Without Gloves; tiếng Việt: Đừng bao giờ lau nước mắt mà không dùng găng tay) là một bộ phim truyền hình Thụy Điển gồm ba phần năm 2012 về tác động của AIDS trong cộng đồng đồng tính của Stockholm vào đầu những năm 1980. Nó dựa trên bộ ba tiểu thuyết gia người Thụy Điển Jonas Gardell có cùng tên, với mỗi tập bao gồm một trong ba cuốn tiểu thuyết có phụ đề Yêu, Bệnh và Tử
Bộ phim dài ba phần được sản xuất bởi Sveriges Television, và được phát sóng lần đầu tiên trên SVT1 vào ngày 8, 15 và 22 tháng 10 năm 2012.
Vào tháng 9 năm 2013, BBC đã mua loạt phim này, và tập đầu tiên được phát sóng trên BBC Four vào ngày 2 tháng 12 năm 2013 để đánh dấu Ngày thế giới phòng chống bệnh AIDS.

## Các tập
Tập 1, "Yêu" (Kärleken), tập trung vào Rasmus 19 tuổi (Adam Pålsson), người sau khi tốt nghiệp chuyển từ vùng nông thôn Värmland đến Stockholm để theo học đại học. Ngay khi đến Stockholm, anh bắt đầu tìm kiếm cộng đồng đồng tính nam, nơi anh gặp và kết bạn với Paul (Simon J. Berger). Trong một bữa tiệc tối Giáng sinh tại căn hộ của Paul, cuối cùng anh gặp Benjamin (Adam Lundgren), một chàng trai trẻ đang đấu tranh để thỏa thuận với đồng tính luyến ái và đức tin của mình như một Nhân Chứng Giê-hô-va. Xen kẽ với lời kể chính, có những cảnh Rasmus khi còn nhỏ và Rasmus đang hấp hối.
Một cảnh đầu trong tập phim cho thấy hai y tá mặc quần áo bảo hộ sinh học hạng nặng vào đầu những năm 1980 chăm sóc Reine (Kristoffer Berglund); bị AIDS. Khi các y tá chăm sóc người đàn ông đau đớn, một y tá lau nước mắt, điều này dẫn đến việc y tá thứ hai quở trách cô sau đó với câu đó là tiêu đề của bộ truyện: "Đừng bao giờ lau nước mắt mà không dùng găng tay", phản ánh nỗi sợ hãi xung quanh AIDS vào thời điểm đó.
Tập 2, "Bệnh" (Sjukdomen), tập trung vào mối quan hệ giữa Rasmus và Benjamin sau khi họ chuyển đến sống cùng nhau. AIDS đã bắt đầu lan truyền giữa những người bạn của họ, và cuối cùng nó cũng đến được với họ. Khi Rasmus bị phát hiện dương tính với HIV, cuối cùng, Benjamin quyết định nói với cha mẹ và những người lớn tuổi trong nhà thờ rằng anh là người đồng tính, để hỗ trợ đầy đủ cho Rasmus. Điều này dẫn đến việc anh ta bị nhà thờ xa lánh, và buộc cha mẹ anh ta ngừng mọi liên lạc nếu họ muốn ở lại hội chúng.
Tập 3, "Tử" (Döden), đề cập chủ yếu đến cái chết của Paul và Rasmus thông qua AIDS. Trong khi đám tang của Paul được dựng thành một vở opera lộng lẫy, giống như cuộc sống của anh, cha mẹ của Rasmus từ chối chấp nhận yêu cầu của Benjamin liên quan đến đám tang của Rasmus, mặc dù họ đã yêu nhau rất nhiều và Benjamin vẫn ở bên cạnh Rasmus. Tập phim này cũng bao gồm một số phản ánh của Benjamin còn sống hơn 20 năm sau.

## Diễn viên chính
- Adam Lundgren vai Benjamin
- Adam Pålsson vai Rasmus
- Simon J. Berger vai Paul
- Emil Almén vai Seppo
- Michael Jonsson vai Lars-Åke
- Christoffer Svensson vai Bengt
- Kristoffer Berglund vai Reine
- Annika Olsson vai Mẹ của Rasmus
- Stefan Sauk vai Cha của Rasmus
- Marie Richardson vai Mẹ của Benjamin
- Gerhard Hoberstorfer vai Cha của Benjamin
- Ulf Friberg vai Holger
- Björn Kjellman vai người kể chuyện / Benjamin, hiện tại
- Jonathan Eriksson vai Benjamin, 7 tuổi
- Claes Hartelius vai Ove
- Belle Weiths vai Em gái của Benjamin, 5 tuổi
- Gorm Rembe-Nylander vai Rasmus, 7 tuổi
- Alexi Carpentieri vai Anh chàng thập niên 80
- Lisa Linnertorp vai Elisabeth
- Maria Langhammer vai Y tá
- Sanna Sundqvist vai Madde
- Jennie Silfverhjelm vai Bác sĩ của Rasmus
- Julia Sporre vai Em gái của Benjamin, 17 tuổi

## Tiếp nhận
Ở Thụy Điển, bộ phim có 34% khán giả chia sẻ, và nhận được đánh giá tốt từ các phương tiện truyền thông Thụy Điển. Nó được cho là đã nâng cao nhận thức về HIV và AIDS trong xã hội Thụy Điển và đã được các thành viên của cộng đồng LGBT khen ngợi vì đã mô tả cuộc khủng hoảng AIDS ảnh hưởng đến Stockholm trong những năm 1980 như thế nào.
Sau khi BBC phát sóng, Time Out London đã đánh giá tập đầu tiên ở 4 trên 5 sao, yêu cầu độc giả nhìn qua tên của loạt phim. The Daily Telegraph đã đưa ra bộ mở màn 4 trên 5 sao trong một bài đánh giá, ca ngợi việc bắn súng và sử dụng biểu tượng. Ellen E. Jones của The Independent đã so sánh loạt phim này với miniseries Mỹ Angels in America liên quan đến sự lây lan và phản ứng với HIV/AIDS trong những năm 1980, tìm thấy chân dung của zeitgeist và nhân vật là mạnh mẽ, mặc dù bildungsroman ở trung tâm của cốt truyện và các nhân vật chung chung ít sáng tạo hơn.

## Giải thưởng
- Vào tháng 5 năm 2013, Đừng bao giờ lau nước mắt mà không dùng găng tay đã giành giải thưởng Khán giả tại Lễ hội Séries Mania hàng năm ở Paris.[3][8]
- Vào ngày 30 tháng 8 năm 2013, Đừng bao giờ lau nước mắt mà không dùng găng tay đã giành giải thưởng Phim truyền hình hay nhất tại Giải thưởng Truyền hình Thụy Điển, Kristallen (Pha lê).[9]
- Bộ phim cũng được đề cử cho giải thưởng Prix Europa 2013, tại Berlin vào tháng 10 năm 2013, nhưng không giành được bất kỳ giải thưởng nào.